# 阿萊恩斯鎮區 (明尼蘇達州克萊縣)
阿萊恩斯鎮區（英語：Alliance Township）是位於美國明尼蘇達州克萊縣的一個行政鎮區。

## 地方資料
阿萊恩斯鎮區的面積為94.10平方千米，當中陸地面積為94.10平方千米，而水域面積為0.00平方千米。根據2020年美國人口普查的數據，當地共有人口203人，而人口密度為每平方千米2.16人。